# Bernd von Arnim (Kapitänleutnant)
Bernd Walter Heinrich von Arnim (* 12. April 1885 in Kiel; † 21. April 1917) war ein Kapitänleutnant der Kaiserlichen Marine im Ersten Weltkrieg, nach dem die Nationalsozialisten 1935 einen Zerstörer benannten.

## Leben

### Herkunft
Bernd entstammte dem Haus Suckow des märkischen Adelsgeschlecht von Arnim. Er war der älteste Sohn des späteren Admirals Volkmar von Arnim (1847–1923) und dessen Ehefrau Kathinka, geborene von Nordeck (* 1855).

### Militärische Laufbahn
Arnim trat am 1. April 1903 in die Kaiserliche Marine ein. Als Oberleutnant zur See (Beförderung am 27. Januar 1909) war er 1913 Kommandant des Torpedobootes S 168 und gleichzeitig Kompanieoffizier bei der I. Torpedo-Division. Nach dem Beginn des Ersten Weltkriegs war Arnim am 18. November 1914 als Kommandant des Torpedobootes G 42 zum Kapitänleutnant befördert worden.  1916 nahm G 42 an der Skagerrakschlacht teil. Während der Schlacht wurde das Führerboot der Halbflottille, V 48, bei dem nicht erfolgreichen Torpedoangriff auf die neu eintreffenden britischen Einheiten schwer getroffen. Der Versuch von G 42, V 48 abzuschleppen, musste im Feuer der schweren britischen Einheiten aufgegeben werden. V 48 sank später und nur ein Mann der Besatzung konnte gerettet werden. Armin starb Ende April 1917 während eines Seegefechts in der Straße von Dover, als sein Torpedoboot G 42 auf Streitkräfte der Royal Navy traf. Das Boot wurde von dem britischen Zerstörer HMS Broke gerammt und versenkt, wobei 36 Seeleute, unter ihnen auch Arnim, starben.

### Ehrungen
Nach ihm wurde 1935 der Zerstörer Z 11 Bernd von Arnim der deutschen Kriegsmarine benannt.